# 특별시민
《특별시민》은 2017년에 개봉한 대한민국의 영화이다.

## 줄거리
서울을 사랑하지만, 권력을 더 사랑하는, 발로 뛰는 서울시장 ‘변종구’(최민식 분). 그는 어느 정치인보다도 최고 권력을 지향하며 이미지 관리에 철저한 정치 9단이다.
선거 공작의 일인자인 선거대책본부장 ‘심혁수’(곽도원 분)와 젊은 광고 전문가 ‘박경’(심은경 분)을 새롭게 영입한(맞아들인) 변종구는 차기 대권을 노리며, 헌정(憲政) 사상 최초의 3선 서울시장에 도전한다.
그러나 예기(豫期)치 못한 사건들이 벌어지며 변종구의 3선을 향한 선거전에 위기가 찾아온다.

## 캐스팅
- 최민식 : 변종구 역
- 곽도원 : 심혁수 역
- 심은경 : 박경 역
- 문소리 : 정제이 역
- 라미란 : 양진주 역
- 류혜영 : 임민선 역
- 이기홍 : 스티브 홍 역
- 김홍파 : 김낙현 대표 역
- 조한철 : 강 의원 역
- 남문철 : 정옥배 역
- 진선규 : 길수 역
- 박병은 : 서 의원 역
- 이윤희 : 허만길 역
- 강신철 : 엄상철 역
- 서이숙 : 변시장 아내 역
- 이수경 : 변아름 역
- 김학선 : 우체부 역
- 박종환 : 검정잠바 역
- 성열석 : 맹 기자 역
- 윤이준 : 송 기자 역
- 김주령 : 변캠프 대변인 역
- 장준녕 : 식육식당 주인 역
- 서상원 : 박의원 역
- 이종구 : 원로의원 역
- 김수안 : 운학 역
- 구민혁 : 변캠프 정책 1 역
- 이서환 : 변캠프 정책 2 역
- 박지연 : 변캠프 교육 1 역
- 한기장 : 변캠프 교육 2 역
- 이성우 : 변캠프 미디어 1 역
- 공성하 : 변캠프 미디어 2 역
- 서문호 : 변캠프 미디어 3 역
- 이소진 : 변캠프 미디어 4 역
- 이상준 : 변캠프 미디어 5 역
- 장영주 : 변캠프 미디어 6 역
- 차수미 : 변시장 비서 역
- 원현지 : 변시장 스타일리스트 역
- 남신우 : 양캠프 홍팀장 역
- 정주희 : 양캠프 환경 역
- 한다솔 : 양캠프 미디어 역
- 문혜영 : 양캠프 코디 역
- 이새로미 : 가락시장 상인 역
- 임채선 : 대림동 상인 역
- 박보경 : 길수부인 역
- 신창수 : 복싱장 관장 역
- 신중혁 : 일진 고딩 역
- 강기영 : 핸드폰 AS기사 역
- 김도윤 : 마약검거경찰 역
- 곽인호 : 의원 1 역
- 장인호 : 의원 2 역
- 정재성 : 제약회사사장 역
- 조완기 : 광고회사 직원 역
- 남유진 : 마이병 고참 역
- 이원섭 : 마이병 역
- 남태훈 : TV토론 군인 역
- 이동용 : 현장소장 역
- 배윤범 : 구조팀장  역
- 송용호 : 포항전문가 1 역
- 조명행 : 포항전문가 2 역
- 정성호 : 포항전문가 3 역
- 김효준 : 포항전문가 4 역
- 장근혁 : 포항전문가 5 역
- 고명운 : 시청직원 1 역
- 권수진 : 시청직원 2 역
- 김성혁 : 시청직원 3 역
- 정재윤 : 시청직원 4 역
- 강혜은 : 시청직원 5 역
- 임윤비 : 생존자 가족 역
- 이영민 : 청춘토크 FD 역
- 강후재 : 제이 카메라 1 역
- 유승민 : 제이 카메라 2 역
- 박용 : 박 소장 역
- 금동현 : 최 사장 역
- 이상구 : 임 목사 역
- 안지혜 : 마담 역
- 권용덕 : 꽃게탕집 주인 역
- 이현웅 : 칼국수집 사장 역
- 장유 : 시위대장 역
- 최우형 : 진압경찰반장 역
- 이광훈 : 마포서장 역
- 김호연 : 의원 3 역
- 고재운 : 의원 4 역
- 이육헌 : 의원 5 역
- 최인순 : 운학보조 역
- 최예록 : 룸싸롱 1 역
- 정연서 : 룸싸롱 2 역
- 원하 : 룸싸롱 3 역
- 최은화 : 웨이터 역
- 장용철 : 원로의원 역
- 염시훈 : 보안요원 1 역
- 이도군 : 보안요원 2 역
- 이준범 : 보안요원 3 역
- 이재현 : 경호원 1 역
- 안수빈 : 경호원 2 역
- 권욱락 : 경찰 1 역
- 김경석 : 계봉식 부하 1 역
- 임병석 : 계봉식 부하 2 역
- 윤태희 : 피해자 가족 1 역
- 배미경 : 피해자 가족 2 역
- 박영복 : 생존자 역
- 황진호 : 지하철 남 역
- 임수현 : 자전거녀 1 역
- 이채영 : 자전거녀 2 역
- 김은경 : 가락동 상인 역
- 조전범 : 일식집 사장 역
- 강주희 : 심혁수 아내 역
- 김상우 : 심혁수 아들 1 역
- 이지성 : 심혁수 아들 2 역
- 김선영 : YTN 앵커 1 역
- 정병진 : YTN 앵커 2 역
- 김민호 : YTN 앵커 3 역
- 윤재인 : 아나운서 1 역
- 이민선 : 아나운서 2 역
- 양태희 : 아나운서 3 역
- 나경철 : 뉴스목소리 역
- 주혜경 : 뉴스목소리 역
- 유재복 : 변캠프 안무팀 역
- 구지애 : 변캠프 안무팀 역
- 임효경 : 변캠프 안무팀 역
- 김정현 : 변캠프 안무팀 역
- 김지한 : 변캠프 안무팀 역
- 김도일 : 변캠프 안무팀 역
- 한윤희 : 변캠프 안무팀 역
- 김다현 : 변캠프 안무팀 역
- 노지민 : 변캠프 안무팀 역
- 조은지 : 변캠프 안무팀 역
- 한지희 : 변캠프 안무팀 역
- 이준현 : 변캠프 안무팀 역
- 정유정 : 변캠프 안무팀 역
- 고지원 : 변캠프 안무팀 역
- 최주영 : 변캠프 안무팀 역
- 마동석 : 적재적소 신부 역

### 우정 출연
- 이경영 : 적재적소 중년남 역
- 김종수 : 적재적소 광고주 역
- 김혜은 : TV토론 사회자 역
- 김민재 : 방 사장 역

### 특별 출연
- 민지환 : 봉 의원 역
- 박혁권 : 계봉식 역
- 김창옥 : 청춘토크 사회자 역
- 최자 : 다이나믹 듀오 최자 역
- 개코 : 다이나믹 듀오 개코 역
- 이주연 : 매력녀 역